# At the Stage Door
At the Stage Door er en amerikansk stumfilm fra 1921 af Christy Cabanne.

## Medvirkende
- Frances Hess som Helen Mathews
- Elizabeth North
- Miriam Battista som Mary Mathews
- Billie Dove
- Margaret Foster som Mrs. Mathews
- William Collier Jr. som Arthur Bates
- Carlton Griffin som George Andrews
- Myrtle Maughan som Grace Mortimer
- Charles Craig som John Brooks